# 고지마 다카시
고지마 다카시(일본어: 小島 卓, 1973년 8월 4일 ~ )는 일본의 전 축구 선수이다.

## 구단 경력
1995년 J1리그의 가시와 레이솔에 입단했다. 1999년 비셀 고베로 이적했다. 2000년까지 12경기에 출전. 2000년후 현역 은퇴.